# Brachytrita
Brachytrita är ett släkte av fjärilar. Brachytrita ingår i familjen mätare.
Kladogram enligt Catalogue of Life:
| Brachytrita | \| \| Brachytrita amara \| \| \| \| \| \| Brachytrita cervinaria \| \| \| \| |
|             | \| \| Brachytrita amara \| \| \| \| \| \| Brachytrita cervinaria \| \| \| \| |
|             | Brachytrita amara                                                            |
|             |                                                                              |
|             | Brachytrita cervinaria                                                       |
|             |                                                                              |